# Мартіна Кохер
Мартіна Кохер (нім. Martina Kocher; 14 березня 1985, м. Біель/Біенне, Швейцарія) — швейцарська саночниця, яка виступає в санному спорті на професіональному рівні з 1999 року. Є лідером національної команди, як учасник зимових Олімпійських ігор здобула зайняла 7 місце в 2010 році в одиночних змаганнях (в 2006 в Турині була 9-ю), також починає здобувати успіхи на світових форумах саночників. 